# Taichi Sakaiya

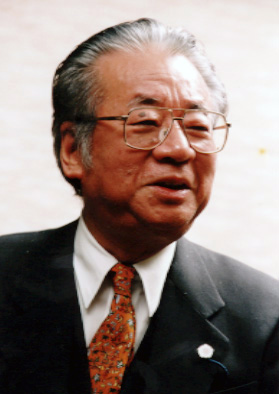
Taichi Sakaiya

Taichi Sakaiya (japanisch 堺屋 太一 Sakaiya Taichi, eigentlich Ikeguchi Kotarō; geboren 13. Juli 1935 in Osaka; gestorben 8. Februar 2019) war ein japanischer Bürokrat, dann sozialkritischer Schriftsteller.

## Leben und Werk
Taichi Sakaiya machte 1960 seinen Studienabschluss im Fach Wirtschaftswissenschaften an der Universität Tokio. Von 1960 bis 1978 arbeitete er im Ministry of International Trade and Industry (MITI), dem heutigen METI. Er war Leiter des Wirtschaftsplanungsamtes im Kabinett Obuchi, Kabinett Obuchi (1. Umbildung), Kabinett Obuchi (2. Umbildung), Kabinett Mori I und im Kabinett Mori II. So leitete der die Planung der Expo ’70, 1970 in Osaka, der Expo ’75 auf Okinawa, des „Sunshine Project“ (サンシャイン計画, Sanshain keikaku) für die Entwicklung alternativer Energiequellen, 1974.
Sakaiyas Debüt als Schriftsteller war die Publikation von „Yudan!“ (油断！) – etwa „Unvorsichtig!“. Das Buch spielt mit der Doppeldeutigkeit von Yudan, deren Grundbedeutung „Ölige Entscheidung“ ist. Sein Thema ist die Panik, die sich in Japan in der Ölpreiskrise 1973 zeigte. Ein weiteres Buch ist „Dankai no sedai“ (団塊の世代), wörtlich „Generation der Klumpen“. Es behandelt den Babyboom in Japan in den 1970er Jahren so gut, dass der Titel zu einer vielbenutzten Redewendung geworden ist. 1985 kam sein Buch „Chika kakumei“ (知価革命) heraus. Die englische Übersetzung hat den Titel „The Knowledge-Value Revolution“. 1997 erschien „Heisei sanjūnen“ (平成三十年) – „Heisei 30“, ein Buch, das sich mit der Heisei-Zeit (1989 bis 2019) befasst.
Neben den gesellschaftskritischen Publikationen schrieb Sakaiya eine ganze Reihe historischer Romane und Essays. Er wurde mit einer Reihe von Ehrungen, darunter mit dem Orden der Aufgehenden Sonne, und Preisen ausgezeichnet.
Sakais war verheiratet mit der Malerin „im westlichen Stil“ (Yōga) Ikeguchi Chikako (池口史子; * 1943).